# Каруна
Каруна (пали, санскр. — «сострадание») — категория буддийской философии, означающая преимущественно сострадание людям и другим живым существам.

## В Тхераваде
В текстах Палийского канона каруна, наряду с дружелюбием, состраданием и невозмутимостью, относится к четырём совершенным, предназначенным для культивирования намерениям (первые две считаются вспомогательными по отношению к двум последним — основным). В комментарии к древнему сборнику дидактической поэзии и прозы Сутта-нипате каруна истолковывается как желание избавить других людей от несчастья и страдания, майтри — как желание принести им благополучие и радость, и, таким образом, чётко проводятся «отрицательная» и «утвердительная» акцентировки двух аспектов альтруистической практики. Сострадание наряду с тремя названными совершенными состояниями сознания неоднократно фигурирует в Абхидхармических текстах. Эта четвёрка сопровождает медитативные упражнения, а её составляющие именуются четырьмя «безграничными вещами», также соотносимыми с медитативной практикой. При этом существенно различны великое сострадание (махакаруна) Будды и сострадание обычных людей: первое реализуется только на четвёртой стадии медитации-дхьяны и существует в теле «великого человека», рождённого на материке Джамбудвипа.

## В Махаяне
В буддизме махаяны каруна — первая добродетель того, кто стремится следовать путём бодхисаттвы, практически соответствующая первому «совершенству» (парамита) — щедрости (дана). Махаянисты неоднократно цитировали Дхармасангити-сутру, по которой все действия бодхисаттв, совершаемые телом, словом или мыслью, направляются состраданием ко всем живым существам. Здесь же утверждается, что бодхисаттве нет необходимости совершенствоваться во всех добродетелях, вполне достаточно одной — каруны. В махаянских текстах она описывается и «положительно», как любовь ко всем существам, и уподобляется любви матери к ребёнку, но при этом подчеркивается, что в отличие от обычной любви-привязанности каруна не укоренена в дихотомиях (первая из которых «своё — чужое») и не является эго-центричной. Различие и в том, что обычная любовь связана с незнанием и часто порождает ненависть. Бесстрастие каруны, однако, никак не мешает махаянистам противопоставлять её нормам нравственного поведения. Популярностью, в частности, пользовался рассказ о принявшем на себя обет целомудрия подвижнике Джйоти, который из чувства сострадания решил удовлетворить любовную страсть домогавшейся его женщины. Образцом сострадания считается сам Будда; в сочетании с мудростью (праджня) сострадание является одним из двух столпов буддизма, и именно этими добродетелями в первую очередь наделены будды, составляющие «второе тело» Будды (самбхогакая). Каруна включается в знаменитый обет бодхисаттвы (врата), который может быть сформулирован примерно так: «Пока есть хотя бы одно несчастное существо в мире, мое счастье не может быть полным». Сострадательный аспект пути бодхисаттвы подчеркивается во множестве махаянских памятников, ярче всего, вероятно, в Бодхичарьяватаре Шантидэвы. В махаянском буддизме популярно и понятие «махакаруна» (великое сострадание), соотносимое с самой природой будд. Это «великое сострадание» демонстрировали, по махаянской мифологии, прежде всего Шакьямуни (исторический Будда), а также будды Вайрочана, Бхашьяджаягуру, Амитабха, Акшобхья. Воплощением каруны считается также бодхисаттва Авалокитешвара. Помогая людям избавляться от похоти, ненависти и заблуждения, он, согласно и махаянистам и ваджраянистам, облегчает им освобождение от дальнейших перевоплощений. Весьма популярно его изображение в виде «Одиннадцатиголового с великим состраданием» (экадашамахакаруника): столь много ликов ему необходимо для того, чтобы нигде в мире не пропустить страдания и немедля прийти на помощь страждущим (для вящего успеха в этом деле он наделен ещё и глазами на каждой из тысячи своих рук). Среди понятий махаяны, близких каруне, можно выделить пуньякшетру («поле заслуги»), ибо сострадание (как щедрость) в наибольшей степени приносит заслугу (пунья).
Онтологическая подкладка обета сострадания трактуется у Шантидэвы и других философов и поэтов махаяны в виде представления о бытийном единстве себя и других (паратмасамата) и «взаимозаменимости» себя и другого (паратмапаривартана), так что А может принять страдания В. На деле, однако, мы имеем здесь дело с парадоксом: никто не может быть ни в единстве с другим, ни принять его страдания, поскольку буддизм, отрицая личностную идентичность человека, не позволяет видеть реальности ни в «себе», ни в «другом». Понимая это, буддисты не только связывали учение о сострадании с учением о «пустоте» (шуньята), но и настаивали (как мадхьямики) на их тождестве. В Шикшасамуччая (Сводка наставления) Шантидэвы утверждается, что энергетика человека опирается на совершенство щедрости, которая, в свою очередь, укоренена в пустоте и сострадании. «Я» и «другой», приятное и неприятное, хорошее и плохое и даже страдание и освобождение, то есть все составляющие «этики сострадания» относятся лишь к сфере относительной истины, тогда как на уровне безусловной истины этих разграничений не существует.